# Lakona
Lakona-a-Nawele ("Lakona, el fill de Nawele"; circa 1340 — ?; idioma hawaià: Aliʻi Lakona-a-Nawele o Oʻahu) era el cap d'Oʻahu (una illa de Hawaii). Va ser membre de la Dinastia de Maweke.

## Família i vida
Lakona era el fill del cap Nawele d'Oʻahu i de la seva esposa, la dama Kalanimoeikawaikai. Lakona era un net del príncep Kahokupohakano.
Després de la mort de Nawele, Lakona va esdevenir un monarca d'Oʻahu.
En algun moment de la seva vida, Lakona s'havia casat amb una dona anomenada Alaʻikauakoko (també anomenada Kanakoko). El seu fill era el cap Kapaealakona.
Lakona governat juntament amb el seu cosí femenina Maelo, i va ser succeït pel seu fill.